# Cadillac Eldorado Brougham

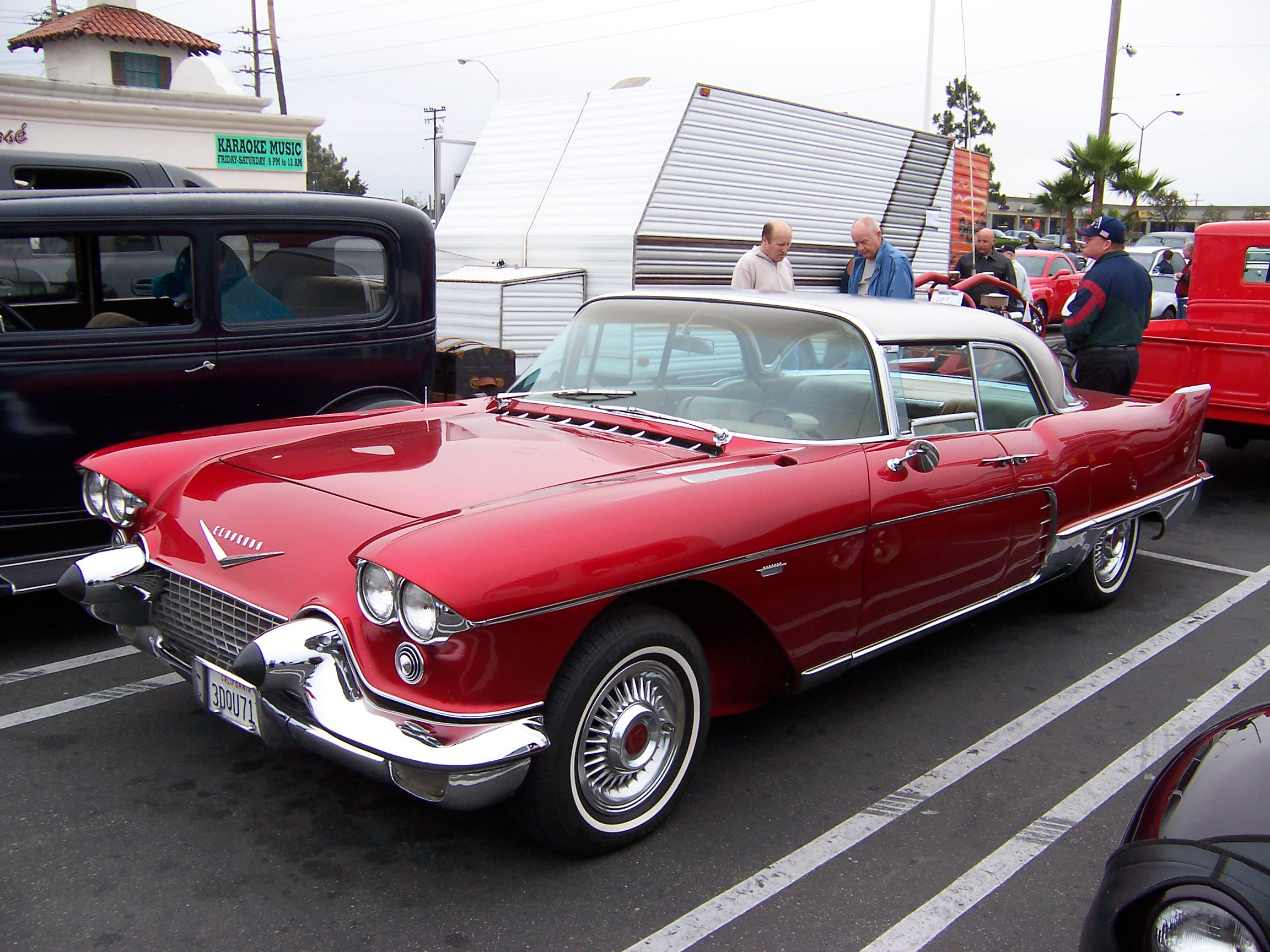
Cadillac Eldorado Brougham

Cadillac Eldorado Brougham är en bilmodell tillverkad av Cadillac åren 1957-1960. Brougham innebar en betydligt dyrare och mer lyxutrustad version av Eldoradon.